# مورلو
مورلو، (بالإنجليزية: Murlo)‏، هي (بلدية) في مقاطعة سيينا في إقليم توسكانا الإيطالي، وتقع على بعد حوالي 70 كم (43 ميل) جنوب فلورنسا وحوالي 20 كم (12 ميل) جنوب سيينا.

## السكان
في سنة 1861 بلغ عدد السكان 2٬638 نسمة، وتطور العدد ليصل في سنة 2011 لـ 2٬388 نسمة.
يظهر هذا المخطط البياني تطور النمو السكاني لـ مورلو